# ديفيس ديزا
ديفيس ديزا (بالإسبانية: Davis Deza)‏ هو مدرب كرة قدم ولاعب كرة قدم بيروفي في مركز الوسط، ولد في 26 مارس 1991 في ليما في بيرو. لعب مع نادي يونيفرسيتاريو.

## وصلات خارجية
- ديفيس ديزا على موقع قاعدة بيانات كرة القدم.إي يو (الإنجليزية)
- ديفيس ديزا على موقع Soccerway.com (الإنجليزية)